# Igor' Konstantinovič Romanov
Il principe Igor' Konstantinovič Romanov in russo Игорь Константиович Романов? (San Pietroburgo, 10 giugno 1894 – Alapaevsk, 18 luglio 1918) era il sesto figlio del granduca Konstantin Konstantinovič e della granduchessa Elizaveta Mavrikievna.

## Biografia

### Giovinezza
Ancora giovane entrò nel Corpo dei paggi ed in seguito nell'Imperiale Accademia Militare di San Pietroburgo.

### Prima guerra mondiale
Durante la prima guerra mondiale fu capitano nel Reggimento delle Guardie di Ismailovskij e venne decorato per il valore. Tuttavia, la sua salute era cagionevole: soffrì di complicazioni polmonari e di pleurite nel 1915 e, anche se ritornò al fronte dopo essere stato curato, non poteva camminare velocemente e spesso tossiva e sputava sangue.

### Rivoluzione bolscevica e morte
Dopo la presa del potere da parte dei bolscevichi, il 4 aprile 1918 fu arrestato ed esiliato negli Urali. Il 18 luglio dello stesso anno, ad Alapaevsk, fu giustiziato insieme alla zia Elizaveta Fëdorovna, allo zio granduca Sergej Michailovič, ai suoi fratelli principi Konstantin Konstantinovič e Ivan Konstantinovič, al cugino Vladimir Pavlovič Paley, a Fëdor Remez (segretario del granduca) ed a Varvara Jakovleva, una suora del convento di Mosca, compagna di Elizaveta Fëdorovna. Furono tutti portati all'interno della foresta presso una miniera abbandonata, bastonati e lasciati agonizzanti al suo interno.
I loro corpi, recuperati dall'Armata Bianca, furono dopo mesi sepolti nel cimitero ortodosso di Pechino, andato poi distrutto durante la Rivoluzione Culturale.

## Ascendenza
|                                   |                               |                                   | Genitori                                    |  |  | Nonni |  |  | Bisnonni           |  |  | Trisnonni         |  |
|                                   |                               |                                   |                                             |  |  |       |  |  | Nicola I di Russia |  |  | Paolo I di Russia |  |
|                                   |                               |                                   |                                             |  |  |       |  |  | Nicola I di Russia |  |  | Paolo I di Russia |  |
|                                   |                               | Sofia Dorotea di Württemberg      |                                             |  |  |       |  |  | Nicola I di Russia |  |  |                   |  |
| Konstantin Nikolaevič Romanov     |                               |                                   |                                             |  |  |       |  |  | Nicola I di Russia |  |  |                   |  |
|                                   |                               | Carlotta di Prussia               | Federico Guglielmo III di Prussia           |  |  |       |  |  |                    |  |  |                   |  |
|                                   |                               | Carlotta di Prussia               | Federico Guglielmo III di Prussia           |  |  |       |  |  |                    |  |  |                   |  |
|                                   |                               | Carlotta di Prussia               | Luisa di Meclemburgo-Strelitz               |  |  |       |  |  |                    |  |  |                   |  |
| Konstantin Konstantinovič Romanov |                               | Carlotta di Prussia               |                                             |  |  |       |  |  |                    |  |  |                   |  |
|                                   |                               | Giuseppe di Sassonia-Altenburg    | Federico di Sassonia-Altenburg              |  |  |       |  |  |                    |  |  |                   |  |
|                                   |                               | Giuseppe di Sassonia-Altenburg    | Federico di Sassonia-Altenburg              |  |  |       |  |  |                    |  |  |                   |  |
|                                   |                               | Giuseppe di Sassonia-Altenburg    | Carlotta di Meclemburgo-Strelitz            |  |  |       |  |  |                    |  |  |                   |  |
| Alessandra di Sassonia-Altenburg  |                               | Giuseppe di Sassonia-Altenburg    |                                             |  |  |       |  |  |                    |  |  |                   |  |
|                                   |                               | Amalia di Württemberg             | Ludovico Federico Alessandro di Württemberg |  |  |       |  |  |                    |  |  |                   |  |
|                                   |                               | Amalia di Württemberg             | Ludovico Federico Alessandro di Württemberg |  |  |       |  |  |                    |  |  |                   |  |
|                                   |                               | Amalia di Württemberg             | Enrichetta di Nassau-Weilburg               |  |  |       |  |  |                    |  |  |                   |  |
| Igor' Konstantinovič Romanov      |                               | Amalia di Württemberg             |                                             |  |  |       |  |  |                    |  |  |                   |  |
|                                   | Giorgio di Sassonia-Altenburg | Federico di Sassonia-Altenburg    |                                             |  |  |       |  |  |                    |  |  |                   |  |
|                                   | Giorgio di Sassonia-Altenburg | Federico di Sassonia-Altenburg    |                                             |  |  |       |  |  |                    |  |  |                   |  |
|                                   | Giorgio di Sassonia-Altenburg | Carlotta di Meclemburgo-Strelitz  |                                             |  |  |       |  |  |                    |  |  |                   |  |
| Maurizio di Sassonia-Altenburg    | Giorgio di Sassonia-Altenburg |                                   |                                             |  |  |       |  |  |                    |  |  |                   |  |
|                                   |                               | Maria di Meclemburgo-Schwerin     | Federico Ludovico di Meclemburgo-Schwerin   |  |  |       |  |  |                    |  |  |                   |  |
|                                   |                               | Maria di Meclemburgo-Schwerin     | Federico Ludovico di Meclemburgo-Schwerin   |  |  |       |  |  |                    |  |  |                   |  |
|                                   |                               | Maria di Meclemburgo-Schwerin     | Elena Pavlovna Romanova                     |  |  |       |  |  |                    |  |  |                   |  |
| Elisabetta di Sassonia-Altenburg  |                               | Maria di Meclemburgo-Schwerin     |                                             |  |  |       |  |  |                    |  |  |                   |  |
|                                   |                               | Bernardo II di Sassonia-Meiningen | Giorgio I di Sassonia-Meiningen             |  |  |       |  |  |                    |  |  |                   |  |
|                                   |                               | Bernardo II di Sassonia-Meiningen | Giorgio I di Sassonia-Meiningen             |  |  |       |  |  |                    |  |  |                   |  |
|                                   |                               | Bernardo II di Sassonia-Meiningen | Luisa Eleonora di Hohenlohe-Langenburg      |  |  |       |  |  |                    |  |  |                   |  |
| Augusta di Sassonia-Meiningen     |                               | Bernardo II di Sassonia-Meiningen |                                             |  |  |       |  |  |                    |  |  |                   |  |
|                                   |                               | Maria Federica d'Assia-Kassel     | Guglielmo II d'Assia                        |  |  |       |  |  |                    |  |  |                   |  |
|                                   |                               | Maria Federica d'Assia-Kassel     | Guglielmo II d'Assia                        |  |  |       |  |  |                    |  |  |                   |  |
|                                   |                               | Maria Federica d'Assia-Kassel     | Augusta di Prussia                          |  |  |       |  |  |                    |  |  |                   |  |
|                                   |                               | Maria Federica d'Assia-Kassel     |                                             |  |  |       |  |  |                    |  |  |                   |  |